# Led Zeppelin World Tour (1972-1973)
Para promover o álbum Led Zeppelin IV, o Led Zeppelin realizou uma extensa turnê mundial entre 16 de fevereiro de 1972 e 29 de julho de 1973. A banda iniciou a turnê na Oceania, com apresentações na Austrália e na Nova Zelândia, apresentando as canções do novo álbum pela primeira vez, e depois realizou uma série de apresentações em arenas dos Estados Unidos e Canadá entre junho e julho, e depois concluiu 1972 com seis datas no Japão e vários concertos pelos Reino Unido, alguns realizados já no início de 1973. Após uma pequena pausa, a banda retomou a turnê com uma série de concertos na Europa que incluiu oito países, e encerrou a turnê com uma nova série de datas pela América do Norte, contando com apresentações em arenas e estádios, com o concerto final realizado no Madison Square Garden da cidade de Nova Iorque, nos Estados Unidos.
Foi nessa última apresentação que a banda gravou o álbum ao vivo The Song Remains the Same, que além do concerto também trazia um filme de mais de uma hora e meia de duração que mostrava os integrantes da banda nos bastidores da turnê, assim como em cenas pessoais com suas famílias em casa ou em outros lugares. O filme foi lançado nos cinemas americanos em 20 de outubro de 1976 e depois disponibilizado em VHS em 1990, com a versão em DVD saindo em 31 de dezembro de 1999.